# آدم باول (رجل أعمال)
آدم باول (بالإنجليزية: Adam Powell)‏ هو شخصية أعمال ومصمم ألعاب بريطاني، ولد في 20 ديسمبر 1976 في نيوبورت في المملكة المتحدة.